# Barragem de Tellico
A barragem de Tellico é uma barragem construída pela Tennessee Valley Authority (TVA), no Condado de Loudon, Tennessee, no rio Little Tennessee, mesmo acima do principal ramo do rio Tennessee. Represa as águas do rio formando um lago artificial, a albufeira Tellico. Tem uma capacidade de armazenamento superior a 400000 dam3.
A construção da barragem foi controversa e marca um ponto de viragem nas atitudes da América face à construção de barragens. Até a década de 1960 e 1970, poucos questionavam o valor da construção de uma barragem; na verdade, as barragens eram consideradas como representativas do progresso e da capacidade tecnológica. Durante o século XX, os Estados Unidos construíram milhares de barragens. Na década de 1950, a maioria dos melhores potencial locais para barragens nos Estados Unidos havia sido já utilizados, e tornou-se cada vez mais difícil justificar novas barragens, mas agências do governo como a TVA, o Bureau of Reclamation, e o Corpo de Engenheiros do Exército continuaram a construir novas barragens. Na década de 1970, a era da construção de barragens terminou. A barragem de Tellico ilustra a mudança de atitudes no país em relação às barragens e o meio ambiente.